# Oğuz Sarvan
Oğuz Sarvan (1955. április 18. –) török nemzetközi labdarúgó-játékvezető.

## Pályafutása

### Nemzeti játékvezetés
Pályafutása során hazája legfelső szintű labdarúgó-bajnokságának játékvezetője lett. Az aktív nemzeti játékvezetéstől 2001-ben vonult vissza.

#### Nemzeti kupamérkőzések
Vezetett Kupa-döntők száma: 1.

##### Török Kupa
| Időpont        | Helyszín                | Mérkőzés típusa | Mérkőzés             | Eredmény |
| -------------- | ----------------------- | --------------- | -------------------- | -------- |
| 1999. május 5. | İnönü Stadion, İstanbul | döntő           | Beşiktaş–Galatasaray | 0 : 2    |

### Nemzetközi játékvezetés
A Török labdarúgó-szövetség Játékvezető Bizottsága (JB) 1991-ben terjesztette fel nemzetközi játékvezetőnek, a Nemzetközi Labdarúgó-szövetség (FIFA) bíróinak keretébe. Több nemzetek közötti válogatott és klubmérkőzést vezetett. A török nemzetközi játékvezetők rangsorában, a világbajnokság-Európa-bajnokság sorrendjében többedmagával a 2. helyet foglalja el 7 találkozó szolgálatával. Az aktív nemzetközi játékvezetéstől 2001-ben a FIFA 45 éves korhatárát elérve búcsúzott. Válogatott mérkőzéseinek száma: 7.

#### Világbajnokság
A világbajnoki döntőhöz vezető úton Egyesült Államokba a XV., az 1994-es labdarúgó-világbajnokságra, Franciaországba a XVI., az 1998-as labdarúgó-világbajnokságra és Dél-Koreába és Japánba a XVII., a 2002-es labdarúgó-világbajnokságra a FIFA JB bíróként alkalmazta.

##### 1994-es labdarúgó-világbajnokság
| Időpont           | Helyszín                    | Mérkőzés típusa           | Mérkőzés               | Eredmény | Nézők száma |
| ----------------- | --------------------------- | ------------------------- | ---------------------- | -------- | ----------- |
| 1992. október 25. | Nemzeti Stadion, Ta’ Qali   | előselejtező (1. csoport) | Málta–Észtország       | 0 : 0    | 1 456       |
| 1993. október 27. | Üllői úti Stadion, Budapest | előselejtező (5. csoport) | Magyarország–Luxemburg | 1 : 0    | 2 500       |

##### 1998-as labdarúgó-világbajnokság
| Időpont          | Helyszín                    | Mérkőzés típusa           | Mérkőzés           | Eredmény | Nézők száma |
| ---------------- | --------------------------- | ------------------------- | ------------------ | -------- | ----------- |
| 1996. október 9. | Qemal Stafa Stadion, Tirana | előselejtező (9. csoport) | Albánia–Portugália | 0 : 3    | 16 000      |

##### 2002-es labdarúgó-világbajnokság
| Időpont           | Helyszín                   | Mérkőzés típusa           | Mérkőzés       | Eredmény | Nézők száma |
| ----------------- | -------------------------- | ------------------------- | -------------- | -------- | ----------- |
| 2000. október 11. | Városi Stadion, Koppenhága | előselejtező (3. csoport) | Dánia–Bulgária | 1 : 1    | 39 847      |

#### Európa-bajnokság
Az európai-labdarúgó torna döntőjéhez vezető úton Angliába a X., az 1996-os labdarúgó-Európa-bajnokságra az UEFA JB játékvezetőként foglalkoztatta.

##### 1996-os labdarúgó-Európa-bajnokság
| Időpont           | Helyszín                 | Mérkőzés típusa           | Mérkőzés               | Eredmény | Nézők száma |
| ----------------- | ------------------------ | ------------------------- | ---------------------- | -------- | ----------- |
| 1995. április 26. | Maksimir Stadion, Zágráb | előselejtező (4. csoport) | Horvátország–Szlovénia | 2 : 0    | 14 059      |

##### 2000-es labdarúgó-Európa-bajnokság
| Időpont           | Helyszín                 | Mérkőzés típusa           | Mérkőzés               | Eredmény | Nézők száma |
| ----------------- | ------------------------ | ------------------------- | ---------------------- | -------- | ----------- |
| 1998. október 14. | Tehelne Stadion, Pozsony | előselejtező (7. csoport) | Szlovákia–Portugália   | 0 : 3    | 22 059      |
| 1999. március 27. | Dinamo Stadion, Minszk   | előselejtező (1. csoport) | Fehéroroszország–Svájc | 0 : 1    | 35 000      |

#### Nemzetközi kupamérkőzések

##### UEFA-kupa
| Időpont           | Helyszín            | Mérkőzés típusa                        | Mérkőzés               | Eredmény |
| ----------------- | ------------------- | -------------------------------------- | ---------------------- | -------- |
| 1992. november 4. | Városi Stadion, Vác | előselejtező (2. forduló, 2. mérkőzés) | Vác FC-Samsung–Benfica | 0 : 1    |

##### Intertotó-kupa
A nyári labdarúgó tornát három csoportban bonyolították le, minden csoportnak volt döntője.
| Időpont             | Helyszín                                 | Mérkőzés típusa | Mérkőzés                    | Eredmény | Nézők száma |
| ------------------- | ---------------------------------------- | --------------- | --------------------------- | -------- | ----------- |
| 1996. augusztus 20. | Municipal du Roudourou Stadion, Guingamp | döntő           | EA Guingamp–Rotor Volgográd | 1 : 0    | 10 000      |

## Sportvezetőként
A Török Labdarúgó-szövetség (TFF) elnöke lett.

## Családi kapcsolat
Édesapja Muzaffer Sarvan szintén FIFA játékvezető volt.